# آرلوو
آرلوو (به سوئدی: Arlöv) یک منطقهٔ مسکونی در سوئد است که در بخش بورلف واقع شده‌است.

## نگارخانه

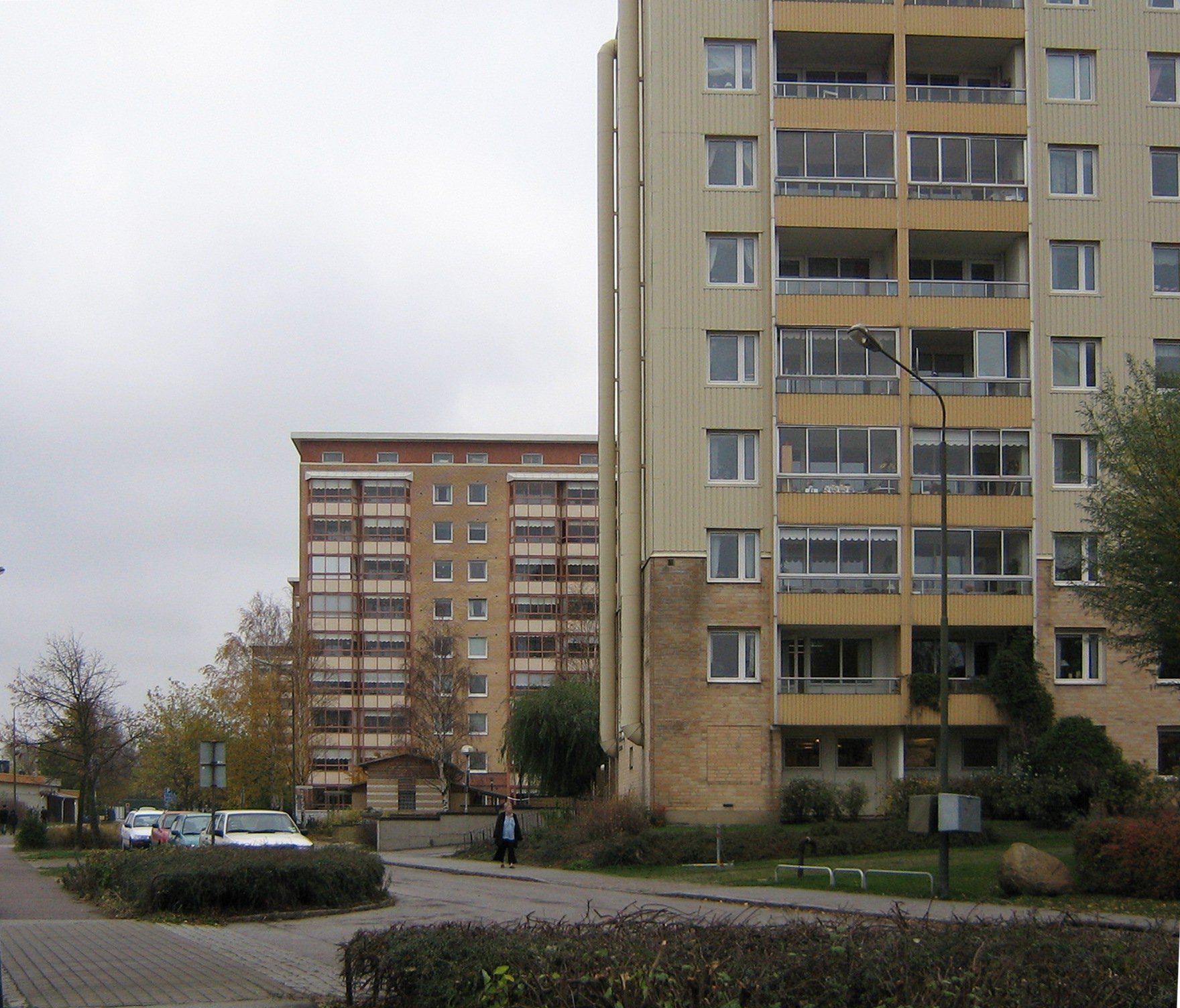